# Torre de les Puces
La Torre de les Puces era una de les torres de la muralla medieval i moderna de Barcelona que estava al costat de l'actual Monument a Colom. Datada al s. XIV sembla que formaria part del segon perímetre de muralles de la ciutat que envoltaren la muralla romana de Barcelona, inoperant des del punt de vista defensiu al segle xi superada per l'establiment dels ravals fora muralla a partir dels segles X-XI (la Bòria, el Pi, Vilanova dels Arcs…). Se'n té constància gràfica, que es va trobar durant una intervenció arqueològica al peu del monument, el 1999.